# آکرای لوآلاب
آکرای لوآلاب (نام علمی: Acraea lualabae) نام یک گونه از تیره فرچه‌پایان است. این گونه در جمهوری دموکراتیک کنگو یافت می‌شود. در سال ۱۹۱۲، هری الترینگهام نوشت:
نر. طول کلی نرهای این گونه ۵۰ میلی متر. بال‌ها به رنگ نارنجی با خال‌هایی تیره.ماده‌های این گونه دارای رنگی مشکی با قسمت‌هایی که رنگ نارنجی و دو خال سفید نسبتاً بزرگ روی بال‌ها.